# Apostolo (nome)
Apostolo  è un nome proprio di persona italiano maschile.

## Varianti in altre lingue
- Bulgaro: Апостол (Apostol)[2]
- Greco antico: Αποστολος (Apostolos)
- Greco moderno: Απόστολος (Apostolos)[2], Απόστολος  (Apostolis)[2]
- Latino: Apostolus[1]
- Macedone: Апостол (Apostol)[2]
- Rumeno: Apostol
- Ungherese: Apostol

## Origine e diffusione

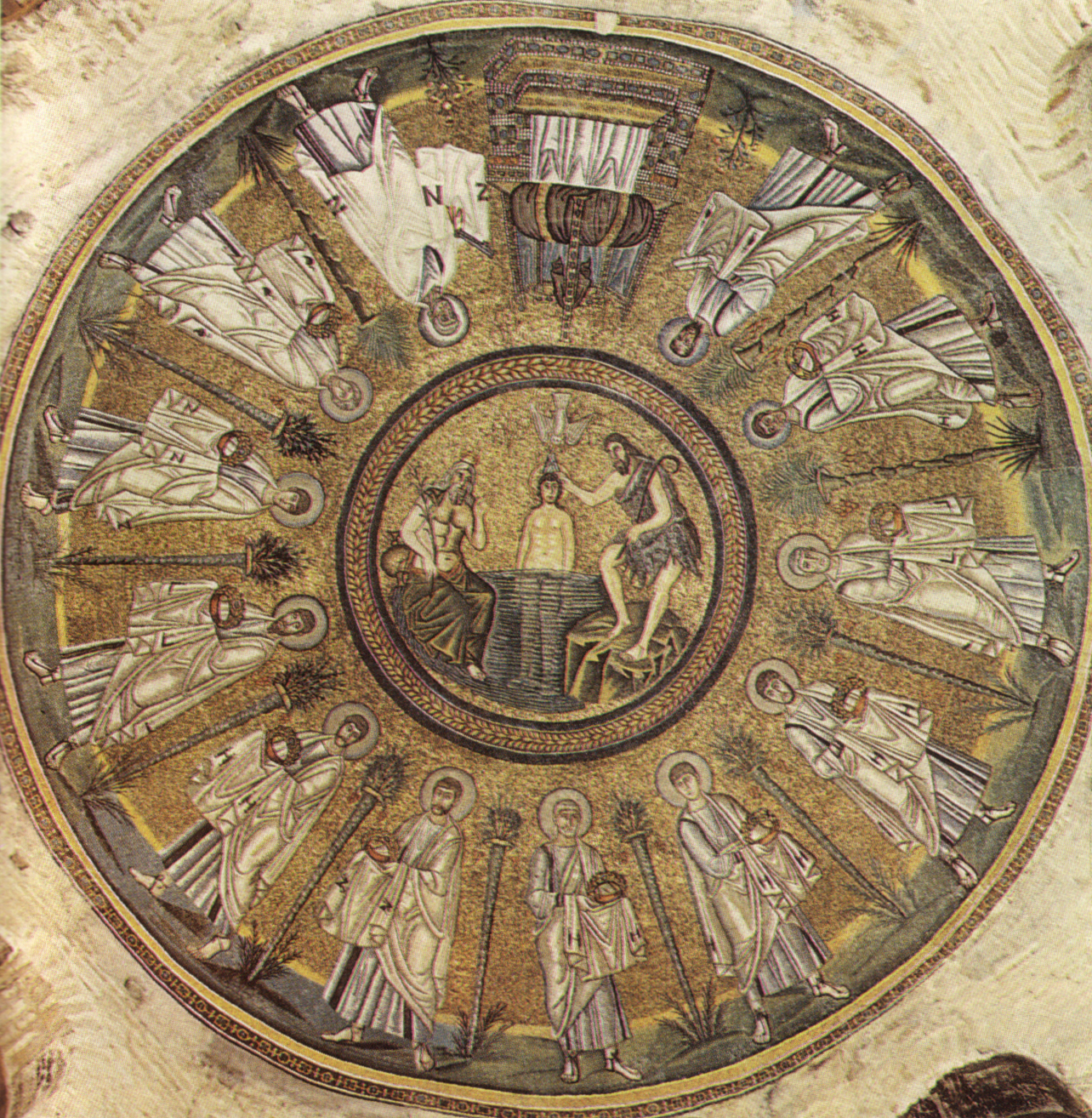
I dodici apostoli in un mosaico del Battistero degli Ariani, Ravenna

Riprende il nome degli apostoli, i dodici discepoli più vicini a Gesù, ed è quindi un nome di chiara connotazione religiosa.
Etimologicamente, si rifà al greco Αποστολος (Apostolos), che vuol dire "messaggero", "messo" (da apostellein, "mandare", "inviare"). Lo stesso significato lo hanno i nomi Angelo, Malak e Vesna.

## Onomastico
Si tratta di un nome adespota, cioè privo di santo patrono; l'onomastico può essere festeggiato ad Ognissanti, il 1º novembre.

## Persone

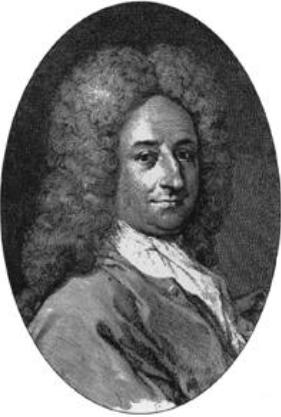
Apostolo Zeno

- Apostolo Zeno, poeta, librettista, giornalista e letterato italiano

### Variante Apostolos
- Apostolos Liolidīs, calciatore greco
- Apostolos Vellios, calciatore greco

### Variante Apostol
- Apostol Arsache, politico rumeno
- Apostol Karamitev, attore bulgaro
- Apostol Popov, calciatore bulgaro